# Pensão por morte na Alemanha
O sistema estatal de previdência na Alemanha está na lei Sozialgesetzbuch (SGB VI) - Sechstes Buch - Gesetzliche Rentenversicherung (Código Social - SGB VI - Sexto Capítulo - Lei da Aposentadoria Obrigatória) e é gerido principalmente pela DRV - Deutsche Rentenversicherung, mas também existem diversas outras entidades profissionais e regionais que também são do sistema previdenciário estatal. A DRV possui subsedes em diversos estados alemães.

## Pensão de viúva
A Alemanha possui a segunda mais idosa população mundial e dividiu desde 2002 a pensão de viúva/o em duas faixas: a "pequena pensão de viúva" e a "grande pensão de viúva". Existem três requisitos/carências para este benefício ser pago:
- a) o segurado ter recolhido no mínimo 60 parcelas
- b) o casamento ter durado mais de 60 meses, no caso de falecimento do segurado por razões naturais.
- c) o casamento deve ser feito em cartório de registro civil, sob qualquer forma de comunhão de bens. A união estável brasileira, registrada ou não, não tem validade legal na Alemanha para efeito destes benefícios.

## Pequena pensão de viúva
A "pequena pensão de viúva/o"  é paga por tempo limitado em 24 parcelas a partir do óbito do segurado para o viúvo e/ou viúva. É pago para a/o beneficiário que tem menos de 46 anos de idade. O valor pago corresponderá 3 primeiras parcelas no valor de 100% e 21 parcelas do valor de 25% da aposentadoria do segurando recebe ou receberia. O valor poderá ter pequenos aumentos dependendo da quantidade de dependentes menores, incapazes ou senis sob sua responsabilidade.
Este benefício é pago para pessoas residentes no Brasil.

## Grande pensão de viúva
A "grande pensão de viúva/o"  é pago para todo beneficiário acima de 47 anos a partir do óbito do segurado. O valor será de 3 primeiras parcelas de 100% do valor da aposentadoria do segurado, e a partir da quarta parcela será de 55% do valor da aposentadoria do segurado.
A "grande pensão de viúva" é paga a menores de 47 anos, na condição de responsável por menor de origem ou adoção de menor, a partir do casamento com o segurado.
Ao completar a maioridade o responsável, e com menos de 47 anos terá seu benefício suspenso. Retornando a receber quando concluir 47 anos.
- O valor poderá ser menor de 55%, no caso que o beneficiário tenha rendas acima da faixa de isenção 823 Euros por mês.
- Poderá ser maior se o beneficiário ter sob sua responsabilidade menores de 18 anos, sejam filhos naturais, enteados, adotivos ou agregados (desde que comprovem a residência, dependência e convivência com o segurado falecido), mas também pago a filhos portadores de necessidades especiais, ou de estarem  responsáveis de idosos dependentes. É aumentada também desde que se comprove estar pagando despesas adicionais de saúde, como cuidados, tratamentos e assistência.

O pagamento é vitalício para quem já tem mais de 47 anos direito adquirido, desde que o beneficiário/a não contraia novo casamento registrado em cartório civil.
O valor desta pensão de viúva poderá ser dividida com ex-esposas que venham a reclamar sua parcela sobre o tempo que estiveram casados no passado.
Este benefício é pago para pessoas residentes no Brasil.

## Pensão de "meio-órfão" ou órfão
A responsabilidade pela formação e educação do menor é de responsabilidade igual entre os pais, e isto também se reflete da força estatal e previdenciário da Alemanha. Se uma parte não honra pagamentos do custeio do menor, inicialmente o Estado poderá ser cobrado. O Estado é que vai após cobrar do pai/mãe devedor. No caso de falecimento do segurado o menor beneficiário pode receber a "pensão de meio-órfão" - Halbweisenrente  - desde que o segurado tenha contribuído no mínimo com 12 parcelas.
O valor do pagamento é o valor de referência da aposentadoria e é de 10% para meio-órfãos, e de 20% para órfãos.
O responsável do menor beneficiário recebe o pagamento até ser completado a maioridade de 18 anos. Uma continuidade do pagamento deste benefício poderá ser realizada até os 27 anos desde que comprove estar em formação com documentos como inscrição, boletim escolar/universitário ou comprovante de estágio. Para maiores de 18 anos o pagamento é efetuado diretamente com o beneficiário.
São considerados "meio-órfãos e órfãos todos os filhos diretos, naturais ou adotados, bem como agregados. Para agregados (netos, sobrinhos, e outros) desde que comprovado em documento público através do Conselho Tutelar, e outras provas como fotos, comprovante de pagamento de jardim, escola, e que o segurado foi o responsável legal e financeiro do agregado.
Este benefício é pago para pessoas residentes no Brasil.